# Melanodexia californica
Melanodexia californica är en tvåvingeart som beskrevs av Hall 1948. Melanodexia californica ingår i släktet Melanodexia och familjen spyflugor.
Artens utbredningsområde är Kalifornien. Inga underarter finns listade i Catalogue of Life.